# Ольха пушистая
Ольха́ пуши́стая, или Ольха шерсти́стая, или Ольха волоси́стая (лат. Alnus hirsuta) — вид цветковых растений рода Ольха (Alnus) семейства Берёзовые (Betulaceae).
Древесина по макроскопическому строению и по физико-механическим свойствам мало отличается от древесины ольхи чёрной.

## Распространение и экология
В природе ареал вида охватывает Сибирь, Дальний Восток России, Китай, Корейский полуостров и Японию. В Сибири район распространения включает Восточную Сибирь: центральная часть, изолированно — бассейн Енисея между реками Ангара и Подкаменная Тунгуска, в Якутии в южные и центральные районы и, изредка, южная часть бассейнов рек Оленёк, Индигирка, Яна и Колыма; на Дальнем Востоке: Приамурье, Приморье, Сахалин, бассейны рек Анадыря и Пенжины, залив Корфа, Курильские острова (Шикотан, Кунашир, Итуруп), Камчатка.
Произрастает вместе с ивами и тополями по берегам ручьёв и рек, на травянистых болотах и у родников. Входит в состав пойменных лесов, иногда формирует небольшие по площади чистые ольшаники. В бассейне реки Уссури растёт на освобождающихся из-под воды песчано-галечных косах в поймах мелких или медленно текущих рек. Из-за большой сомкнутости крон в ольшаниках из ольхи пушистой травостой редкий. Моховой покров отсутствует. Нередко образует второй ярус в тополево-ивовых сообществах, чозенниках, лиственничниках, встречается единично в пихтовых, еловых и пихтово-еловых лесах.

## Ботаническое описание
Дерево или крупный куст высотой 4—16(20) м с яйцевидной кроной. Кора гладкая, коричнево-бурая; побеги серо-бурые, серо-войлочные или серо-волосистые, затем почти голые.
Почки на ножках, обратнояйцевидные или широкоэллипсоидальные, тёмно-коричневые, опушённые, длиной 9—10 мм. Листья  длиной 8—10(15) см и шириной 8—11 см, почти округлые, широкояйцевидные или широкоовальные, коротколопастные, лопасти зубчатые или грубопильчатые, с обрубленным, округлым, клиновидным или почти сердцевидным основанием, на верхушке закруглённые или тупые, сверху тёмно-зелёные, большей частью рассеянно опушённые, снизу сизовато-зелёные, рыжевато-бархатистые или рассеянно-волосистые, реже почти голые, на волосистых черешках длиной 2—(3,5)4 см.
Шишки собраны по 3—4, 1—1,5(2,5) см длиной, овальные, почти сидячие.
Плоды — орешки 3—4 мм длиной, рыжеватые, обратнояйцевидные, с узким утолщённым крылом. В 1 кг 1 136 000 орешков; 1000 орешков весит 0,88 г.
Число хромосом 2n=24.
Отличается значительным разнообразием по величине, форме и окраске листьев даже на одном дереве.

## Болезни и вредители
Ольха пушистая является кормовым растением для гусениц листовёртки Acleris alnivora.

### Патогенные грибы
На ольхе пушистой паразитируют несколько видов аскомицетов рода Тафрина (Taphrina). Taphrina alni вызывает листовидные разрастания чешуек женских серёжек; Taphrina epiphylla — появление «ведьминых мётел», пятнистость и сморщивание листьев; Taphrina japonica — гипертрофию и скручивание листьев.

## Значение и применение
Древесина используется на различные поделки и постройки. Может ограниченно использоваться для озеленения, преимущественно для одиночных посадок. При этом стоит учитывать, что в природе этот вид сильно повреждается листогрызами, личинки которых в отдельные годы съедают почти всю листву.
На юге Якутии охотно поедается оленями. В южно-уссурийской тайге крупным рогатым скотом, лошадьми, свиньями, изюбрем и косулей не поедается. Пятнистым оленем поедается лишь случайно, к выпасу не устойчива.

## Классификация

### Таксономия
Вид Ольха пушистая входит в род Ольха (Alnus) подсемейства Берёзовые (Betuloideae) семейства Берёзовые (Betulaceae) порядка Букоцветные (Fagales).
|  |                                      |  |                                                             |                                                             |                     |  | ещё 7 семейств (согласно Системе APG II) | ещё 7 семейств (согласно Системе APG II)                   |                                                            |  |  |  | ещё 1—2 рода       | ещё 1—2 рода       |  |  |
|  |                                      |  |                                                             |                                                             |                     |  | ещё 7 семейств (согласно Системе APG II) | ещё 7 семейств (согласно Системе APG II)                   |                                                            |  |  |  | ещё 1—2 рода       | ещё 1—2 рода       |  |  |
|  |                                      |  |                                                             | порядок Букоцветные                                         |                     |  |                                          |                                                            | подсемейство Берёзовые                                     |  |  |  |                    | вид Ольха пушистая |  |  |
|  |                                      |  |                                                             | порядок Букоцветные                                         |                     |  |                                          |                                                            | подсемейство Берёзовые                                     |  |  |  |                    | вид Ольха пушистая |  |  |
|  | отдел Цветковые, или Покрытосеменные |  |                                                             |                                                             | семейство Берёзовые |  |                                          |                                                            | род Ольха                                                  |  |  |  |                    |                    |  |  |
|  | отдел Цветковые, или Покрытосеменные |  |                                                             |                                                             |                     |  |                                          |                                                            |                                                            |  |  |  |                    |                    |  |  |
|  |                                      |  | ещё 44 порядка цветковых растений (согласно Системе APG II) | ещё 44 порядка цветковых растений (согласно Системе APG II) |                     |  |                                          | ещё одно подсемейство, Лещиновые (согласно Системе APG II) | ещё одно подсемейство, Лещиновые (согласно Системе APG II) |  |  |  | ещё около 45 видов |                    |  |  |
|  |                                      |  |                                                             | ещё 44 порядка цветковых растений (согласно Системе APG II) |                     |  |                                          |                                                            | ещё одно подсемейство, Лещиновые (согласно Системе APG II) |  |  |  |                    |                    |  |  |